# Asociația de Fotbal din Saint Kitts și Nevis
Asociația de Fotbal din Saint Kitts și Nevis este forul ce guvernează fotbalul în Saint Kitts și Nevis. 